# Mayhem
Mayhem — норвезький блек-метал-гурт, заснований 1984 року в Осло.
Гурт здобув статусу культової після того як загинули його ідейні лідери — вокаліст Пер Інгве Олін, також відомий під псевдонімом Dead (8 квітня 1991 року здійснив самогубство) і гітарист Ейстен Орсет, також знаний як Євронімус (був убитий Варґом Вікернесом 10 серпня 1993 року). Після видання свого першого повноформатного альбому De Mysteriis Dom Sathanas (1994) гурт розпався і був відроджений в 1995 році Хеллхамером, Маньяком, Некробутчером і Бласфемером. У новому складі Mayhem відійшли від класичного блек-металу; пізні роботи є одними з перших зразків того, що пізніше назвуть «пост-блек-метал».
Назва гурту дослівно з англійської перекладається як «нанесення каліцтва» і взята з пісні метал-гурту Venom «Mayhem with Mercy».

## Історія

### Ранні роки (1984—1988)
Mayhem був заснований у 1984 році гітаристом Ейстейном Ошетом (спочатку відомим як «Деструктор», пізніше «Євронімус»), басистом Йорном Стубберудом («Некробутчер») і барабанщиком Кетілом Манхеймом, які взяли назву гурту від пісні Venom «Mayhem with Mercy». На учасників гурту переважно вплинули такі гурти, як Venom, Death, Kreator, Motörhead, Necrodeath, Black Sabbath, Slayer, Bathory, Sarcófago, Sodom, Destruction, Celtic Frost, Hellhammer і Parabullam. Склад почав грати кавер-версії пісень Black Sabbath, Venom, Motörhead, а пізніше записав демо Pure Fucking Armageddon. Після релізу Ейстейн, який раніше співав головний вокал разом з Некробутчером, під час перших студійних репетицій демо, залучив двох сесійних вокалістів, Ейріка Норхейма («Месія») та Свена Еріка Крістіансена («Маньяк») у 1986 і 1987 роках. Норхейм виконав вокал лише для одного концерту, який відбувся 20 квітня 1985 року в Скі, і до кінця того ж року він покинув Mayhem. Пізніше він створив хардкор-панк-гурт Within Range і Oi!/стріт-панк-гурт Cockroach Clan. Зважаючи на те, що з Крістіансеном Mayhem записали свій перший EP Deathcrush у 1987 році і випустили його на нещодавно створеному лейблі Євронімусу Posercorpse Music, Манхейм та Євронімус зіграли лише на одному шоу 22 березня 1986 року в Лижному театрі під ім'ям L.E.G.O., шоу було записано на відео. Це був сайд-проєкт про експериментальну музику проти мейнстріму.
Перший тираж у 1000 копій Deathcrush швидко розійшовся. Пізніше він був перевиданий у 1993 році нещодавно перейменованою Deathlike Silence Productions як спільне підприємство зі спеціалізованою студією звукозаписів Euronymous в Осло Helvete (норвезькою означає «пекло»). Манхейм та Маньяк залишили гурт в 1988 році.

### Приєднання Деда і Хеллхаммера до Mayhem (1988—1991)
Після двох коротких замін, місце Маньяка та Манхейма зайняли шведський вокаліст Пер Інгве Олін — Дед («Dead») і місцевий барабанщик Ян Аксель Бломберг — Хеллхаммер («Hellhammer»). За участі Деда концерти гурту стали сумно відомими. Для концертів Dead доклав чимало зусиль, щоб досягти бажаного іміджу та атмосфери. Від початку своєї кар'єри він був відомий тим, що носив «корпспейнт», тобто покривав обличчя чорно-білим макіяжем. За словами Некробутчера, «[i]це не було нічого спільного з тим, як Kiss і Еліс Купер використовували макіяж. Дед насправді хотів виглядати як труп. Він робив це не для того, щоб виглядати круто». Хеллхаммер стверджував, що Дед «був першим блек-металістом, який використовував трупну фарбу». Щоб завершити свій трупоподібний образ, Дед ховав свій сценічний одяг і знову викопував його, щоб одягнути в ніч на концерт.
Під час виступу Дед часто різався мисливськими ножами та битим склом. Крім того, гурт часто насаджував свинячі чи овечі голови на кіл і ставив їх у передній частині сцени.
У 1990 році учасники Mayhem переїхали до «старого будинку в лісі» поблизу Осло, який використовувався як місце для репетицій гурту. Вони почали писати пісні для свого наступного альбому De Mysteriis Dom Sathanas. Басист Mayhem Некробутчер сказав, що, проживши деякий час разом, Дед і Євронімус «дуже діяли один одному на нерви» і «зрештою не були справжніми друзями». Хеллхаммер згадує, що одного разу Дед пішов спати в лісі, тому що Євронімус грав синтезаторну музику, яку Дед ненавидів. Потім Євронімус вийшов на вулицю і почав стріляти в повітря з дробовика. Варґ Вікернес стверджує, що Дед одного разу вдарив Євронімуса ножем.
8 квітня 1991 року Дед покінчив життя самогубством у орендованому гуртом будинку. Його знайшов Євронімус з розрізаними зап'ястями та дробовим пораненням у голову. Передсмертна записка мертвого починалася реченням «Вибачте за всю кров» і включала коротке пояснення «ніхто ніколи цього не зрозуміє, але як своєрідне пояснення я не людина, це лише сон, і я скоро прокинуся». Повний текст став оприлюдненим і закінчувався словами «Я придумав це не зараз, а 17 років тому». До записки Dead залишив текст пісні Life Eternal. Коли Євронімус знайшов усе це, він пішов у сусідній магазин і купив одноразову камеру, щоб сфотографувати труп, переставивши деякі речі.
Євронімус використав самогубство Деда, щоб створити «злий» імідж Mayhem і стверджував, що Дед убив себе, тому що блек-метал став «модним» і комерціалізувався. Згодом поширилися чутки про те, що Євронімус приготував рагу з шматочків мозку Деда та зробив намиста з шматочків його черепа. Пізніше гурт спростував перші чутки, але підтвердив, що останні були правдою. Крім того, Євронімус стверджував, що дарував ці намиста музикантам, яких він вважав гідними, що було підтверджено кількома іншими учасниками сцени, такими як Борд «Фауст» Ейтун і Йон «Металіон» Крістіансен. У 2018 році фрагмент черепа Деда також був проданий за 3500 доларів разом із листом від Євронімуса, з яким він був розміщений. Лист закінчується словами: «Гаразд! Це, мабуть, усе. Я додаю невеликий шматочок черепа Деда, якщо ти хочеш його мати. До зв'язку!» В інтерв'ю Loudwire та Consequence of Sound у 2019 році, Некробутчер стверджував, що мав плани вбити Євронімуса, оскільки йому було огидно його поводження з Дедом, але Вікернес «випередив [його] в цьому».

### Вбивство Євронімуса, De Mysteriis Dom Sathanas і розпад (1991—1994)
Самогубство Деда та подальші дії Євронімуса настільки вплинули на Некробутчера, що він покинув Mayhem, скоротивши ряди гурту до двох. Після цього гурт недовго репетирував з Occultus, приєднавшись до гурту з планами почати запис вокальних і басових треків для дебютного альбому Mayhem De Mysteriis Dom Sathanas. Однак це було недовго; він покинув гурт після того, як отримав погрозу вбивством від Євронімуса. У липні 1993 року вийшов альбом Live in Leipzig.
Наприкінці 1992 року відновився запис майбутнього альбому Mayhem; таким чином Ошет залучив ще трьох сесійних музикантів: Варґа Вікернеса з Burzum (сценічне ім'я «Граф Ґрішнак»), Снорре В. Руха з Thorns («Blackthorn»), який грав на бас-гітарі та ритм-гітарі відповідно, та співака Аттіла Чіхара («Void» — Пустота) з угорського блек-металу гурту Tormentor. Через скарги батьків, Євронімус закрив свою студію звукозапису «Helvete», називаючи причиною несприятливу увагу ЗМІ та поліції. Більша частина альбому була записана протягом першої половини 1993 року в Grieg Hall у Бергені. Щоб збігтися з випуском альбому, Євронімус і Вікернес змовилися підірвати Нідароський собор, який зображений на обкладинці альбому. Вбивство Євронімуса в серпні 1993 року поставило крапку у цьому плані і відстрочило вихід альбому.
10 серпня 1993 року Вікернес убив Євронімуса. Тієї ночі Вікернес і Рух проїхали 518 км із Бергена до квартири Євронімуса в Осло. Після їхнього прибуття виникла конфронтація, яка закінчилася тим, що Вікернес смертельно поранив Євронімуса. Його тіло знайшли біля квартири з двадцятьма трьома різаними ранами — двома на голові, п'ятьма на шиї та шістнадцятьма на спині. Вікернес стверджує, що Євронімус планував закатувати його до смерті та зняти подію на відео, використовуючи зустріч щодо непідписаного контракту як привід. У ніч вбивства Вікернес стверджує, що мав намір передати Євронімусу підписаний контракт і «сказати йому, щоб він пішов до біса», але той Євронімус напав на нього першим. Крім того, Вікернес також стверджував, що більшість порізаних ран Євронімуса були спричинені розбитим склом, на яке він впав під час бійки. Вікернеса заарештували за кілька днів, а через кілька місяців його засудили до 21 року ув'язнення, максимального покарання, призначеного в Норвегії, як за вбивство, так і за підпал церквей; він був звільнений з в'язниці в 2009 році. Блэкторн, який чекав Вікернеса внизу і не брав участі у вбивстві Ошета, був звинувачений у співучасті у вбивстві і засуджений до 8 років ув'язнення. Залишились лише Аттіла та Геллхаммер; Mayhem припинив своє існування.
У травні 1994 року De Mysteriis Dom Sathanas вийшов і був присвячений Євронімусу. Його реліз був відкладений через скарги, подані батьками Євронімуса, які заперечували проти присутності партій бас-гітари, які грав Вікернес. За словами самого Вікернеса, Хеллхаммер запевнив батьків Ошета, що сам перезапише басові треки; не вміючи грати на бас-гітарі, Хеллхаммер залишив басові треки без змін, тому в альбомі басистом є Вікернес.

### Возз'єднання з Маньяком і Некробучером. Поява Бласфемера (1995—2004)
У 1995 році вийшов контрабандний живий запис концерту Mayhem 1990 року під назвою The Dawn of the Black Hearts. Попри те, що він був бутлегом, альбом іноді вказується як один із головних альбомів гурту, переважно через скандальну відомість щодо обкладинки, яка є однією з вищезгаданих фотографій Деда, незабаром після того, як він помер від самогубства.
Приблизно в той час Хеллхаммер, Маньяк і Некробутчер реформували гурт з новим гітаристом Руном Еріксеном («Blasphemer» — Богохульник) замість Євронімуса. Попри певні суперечки та скептицизм щодо реформування без члена-засновника Євронімуса, гурт повернувся з міні-альбомом Wolf's Lair Abyss 1997 року.
На цьому новому етапі заяви Хеллхаммера (який виступав проти расового змішування та іноземців у Норвегії) та використання нацистських зображень, таких як прапори зі свастикою в репетиційній кімнаті, емблема Тотенкопф і сувеніри гурту з символом військового відділення Nasjonal Samling призвели до суперечок і звинувачень у неонацизмі.
Другий повноформатний альбом гурту, Grand Declaration of War, вийшов у 2000 році. Альбом був концептуальним, під сильним впливом прогресивного та авангардного металу, присвяченим темі війни та постапокаліптичних руйнувань. Маньяк значною мірою відмовився від традиційного блек-металу для драматичного розмовного монологу, причому більшість пісень плавно переходили одна в іншу. Однак через це концептуальне відхилення альбом отримав різку критику.
Mayhem потрапив у заголовки газет у 2003 році, коли фанат Пер Крістіан Хаген потрапив до лікарні з розбитим черепом після того, як його вдарила відрубана голова вівці, яку кинули в аудиторію зі сцени. Були висунуті звинувачення в нападі, але гурт вважав це абсолютно випадковим.
Гурт випустив Chimera у 2004 році, продемонструвавши повернення до свого початкового необробленого звучання, але з більшою продуктивністю та прогресивною перевагою.
Пізніше того ж року Маньяк покинув гурт вдруге. За словами Некробутчера, це сталося через його алкоголізм, викликаний страхом перед сценою. Некробутчер пояснив, що через цю тенденцію жорстока сварка між співаком і Бласфемером призвела до того, що гітарист ногою штовхнув Маньяка вниз по сходах, що призвело до травми. Аттіла Чіхар був поставлений на його заміну.

### Повернення Аттіли Чіхара; Ordo Ad Chao (2004—2008)
Четвертий повноформатний альбом гурту, Ordo ad Chao (лат. «Порядок хаосу»), вийшов у квітні 2007 року. Ordo ad Chao містив набагато сиріший звук, ніж решта останніх робіт гурту; ударні не були вирівняні, а мікс був помітно важким у порівнянні з блек-металом. Альбом продовжив експерименти гурту з неортодоксальними структурами пісень із «Illuminate Eliminate» — 9:40, другим за довжиною треком гурту (після «Completion in Science of Agony (Part I)» Grand Declaration of War — 9:44). Альбом отримав гарні відгуки та став альбомом гурту з найвищими рейтингами, досягнувши 12 місця в норвезьких чартах. На початку 2008 року Ordo Ad Chao отримав Spellemannprisen, нагороду від найбільшої та найстарішої норвезької музичної премії, за найкращий метал-альбом 2007 року.

### Після відходу Бласфемера; Esoteric Warfare. Приєднання Телоха і Гуля до Mayhem (2008—2015)
У квітні 2008 року Бласфемер оголосив про свої плани покинути гурт, висловивши відсутність бажання продовжувати, попри задоволення від їхніх досягнень. Протягом наступних місяців він виступав на європейських фестивалях, а останній виступ у гурті відбувся в серпні. Після цього він продовжив роботу з португальським гуртом Ava Inferi. Це означало відхід музиканта, якому приписували основну частину роботи в трьох останніх студійних альбомах гурту.
Через кілька тижнів після останніх виступів з Бласфемером на сайті гурту з'явилися заяви щодо майбутніх планів на турне. У жовтні 2008 року Крістер Драєр («Морфей») з Dimension F3H і Limbonic Art приєднався до гурту як гастрольний гітарист для їхнього майбутнього туру South America Fucking Armageddon.
Гурт гастролював у цьому складі до кінця 2008 і 2009 років, перш ніж оголосити дати літнього туру 2009 року з французьким музикантом Silmaeth у якості другого гітариста. У листопаді 2009 року гурт був заарештований у Тілбурзі, Нідерланди, після того, як він розгромив готельний номер під час туру. Норвезький гітарист Мортен Бергетон Іверсен («Телох») з Nidingrзамінив Silmaeth, а британський гітарист Чарльз Хеджер («Гуль») з Imperial Vengeance замінив Морфея у 2011 і 2012 роках.
В інтерв'ю в 2012 році Некробутчер розповів, що Mayhem почали роботу над своїм п'ятим студійним альбомом. Станом на листопад 2013 року новий альбом був зведений, а реліз очікувався на початку 2014 року.[сторінка?] Кілька місяців потому, 18 лютого 2014 року, було оголошено, що Mayhem випустять новий альбом у травні 2014 року з новою піснею «Psywar», доступною для потокового передавання.
20 лютого 2014 року лейбл гурту, Season of Mist, оголосив, що новий альбом Esoteric Warfare буде випущений у всьому світі 27 травня 2014 року. Це стало першою спробою студії Mayhem після відходу Бласфемера і постійного статусу Телоха у гурті.
У січні 2015 року Mayhem, Watain і Revenge грали разом у рамках туру «Black Metal Warfare» у Сполучених Штатах. Mayhem і Watain знову гастролювали в Сполучених Штатах у листопаді 2015 року з Rotting Christ як «Part II» попереднього туру.

### Концертний-альбом, фільмLords of ChaosіDaemon(2016—2020)
Концертний запис De Mysteriis Dom Sathanas (DMDS Alive) вийшов у 2016 році. Того ж року репер Ghostemane випустив пісню Euronymous, на згадку про гурт.
Пізніше того ж року на кінофестивалі «Санденс» відбулася прем'єра фільму про гурт «Володарі хаосу» (за мотивами однойменної книги) режисера Юнаса Окерлунда, що знову привернуло гурт до уваги ЗМІ. Хоча фільм отримав змішані відгуки як від критиків, так і від шанувальників, учасники гурту Некробутчер і Чіхар виступили проти фільму, незважаючи на те, що спочатку надали права на використання пісень гурту. У кількох інтерв'ю вони стверджували, що фільм дає односторонню точку зору на історію, особливо скаржачись на те, що не вдалося продемонструвати погіршення стосунків між Євронімусом і Дедом за рік до самогубства останнього в квітні 1991 року. 2018 року гурт випустив реміксовану та перероблену версію альбому — A Grand Declaration of War.
Шостий студійний альбом Mayhem, Daemon, вийшов 25 жовтня 2019 року на Century Media Records. Три сингли: Worthless Abominations Destroyed, Of Worms and Ruins і Falsified and Hated були випущені перед альбомом. Альбом характеризується поверненням до традиційнішого стилю блек-металу, як у De Mysteriis, і містить 10 нових пісень із ще двома бонус-треками та кількома каверами [включаючи старий гурт Деда — Morbid] у розширеному альбомі. Музичне відео на пісню Falsified And Hated було випущено 7 листопада та показує те, що виглядає як ритуал струшування намету; на ньому також показано серце, яке розрізають як частину цього. Дизайном займався графітчик Зіггі Йонас Расмуссон.
У 2020 році було оголошено, що барабанщик Тоні Лауреано тимчасово замінить Хеллхаммера у турі Decibel Magazine через травму плеча останнього. Однак тур було зрештою скасовано через пандемію COVID-19.

### Atavistic Black Disorder/Kommando(2021—дотепер)
У 2021 році Mayhem був включений до Зали слави Рокхайма після того, як був номінований втретє на початку того ж року. Станом на 2021 рік вони є єдиним блек-метал гуртом, яка була введена в дію.
Mayhem анонсували новий міні-альбом Atavistic Black Disorder / Kommando, який було випущено 9 липня 2021 року. Трек-лист складається з 3 уривків із сесій Daemon, два з яких були використані як бонус-треки в виданні альбому разом із 4 кавер-версіями від панк-рок-гуртів, які, за словами гурту, «закладають основу того, що мало статися». На міні-альбомі в гостях виступають колишні вокалісти Месія і Маньяк на одному кавер-треку. Це перші студійні записи Месії і Маньяка з гуртом після Deathcrush 1987 року та Chimera 2004 року відповідно. Некробутчер заявив, що двох колишніх вокалістів залучили «через їхній очевидний зв'язок з панком».
Mayhem оголосили про тур по Сполучених Штатах у 2022 році під назвою The Sanguine Sodomy of North America, який розпочався 7 березня з виступу в Сан-Франциско, штат Каліфорнія, і, за прогнозами, мав завершитися 3 квітня після виступу в Джолієт, штат Іллінойс. 4 березня Watain оголосив, що вони не зможуть взяти участь у турі через те, що посольство Сполучених Штатів «вирішило запустити додатковий, нерозголошений „адміністративний процес“ щодо [їхніх] візових заявок».

## Склад гурту

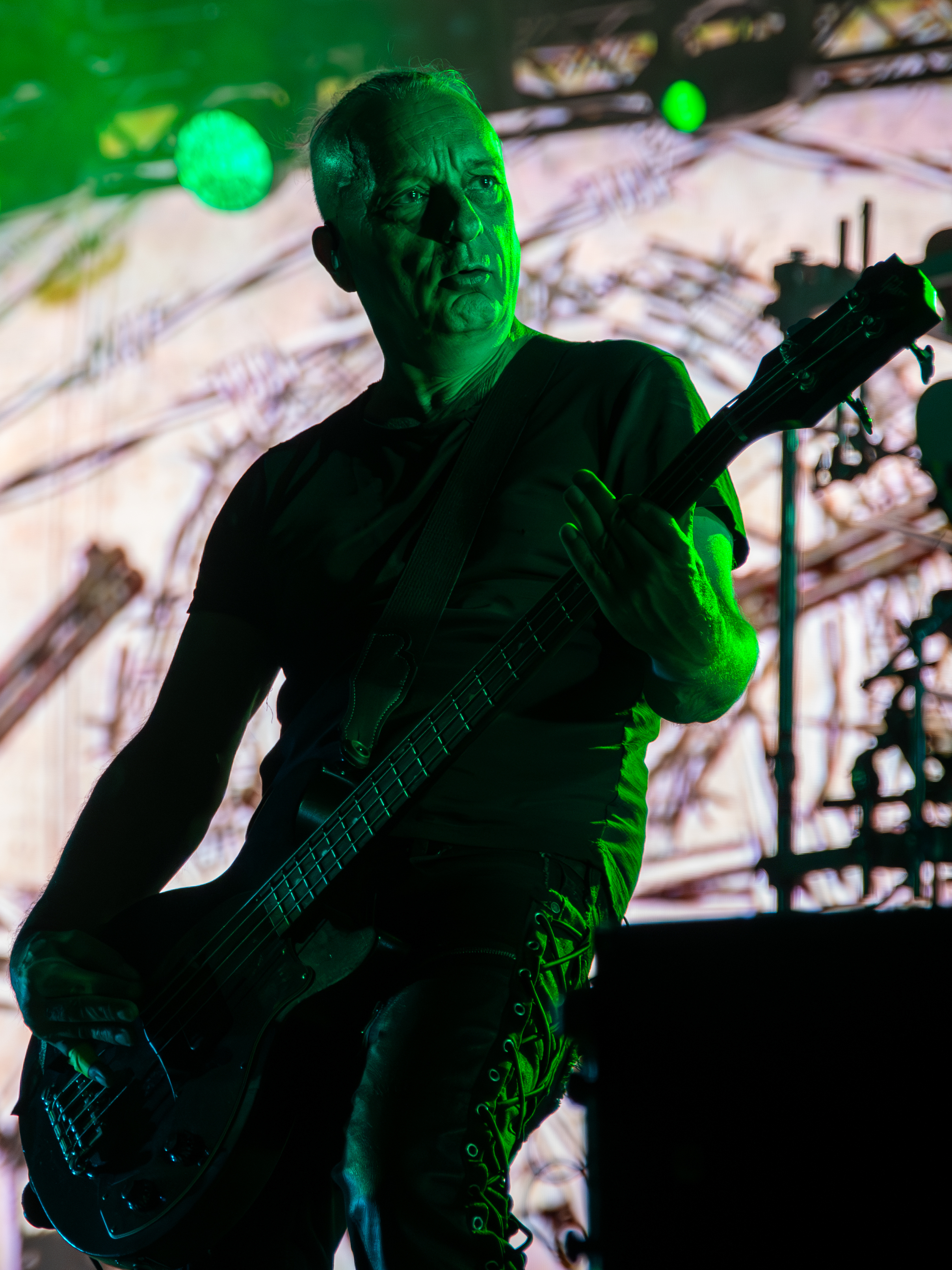
Йорн «Некробутчер» Стубберуд
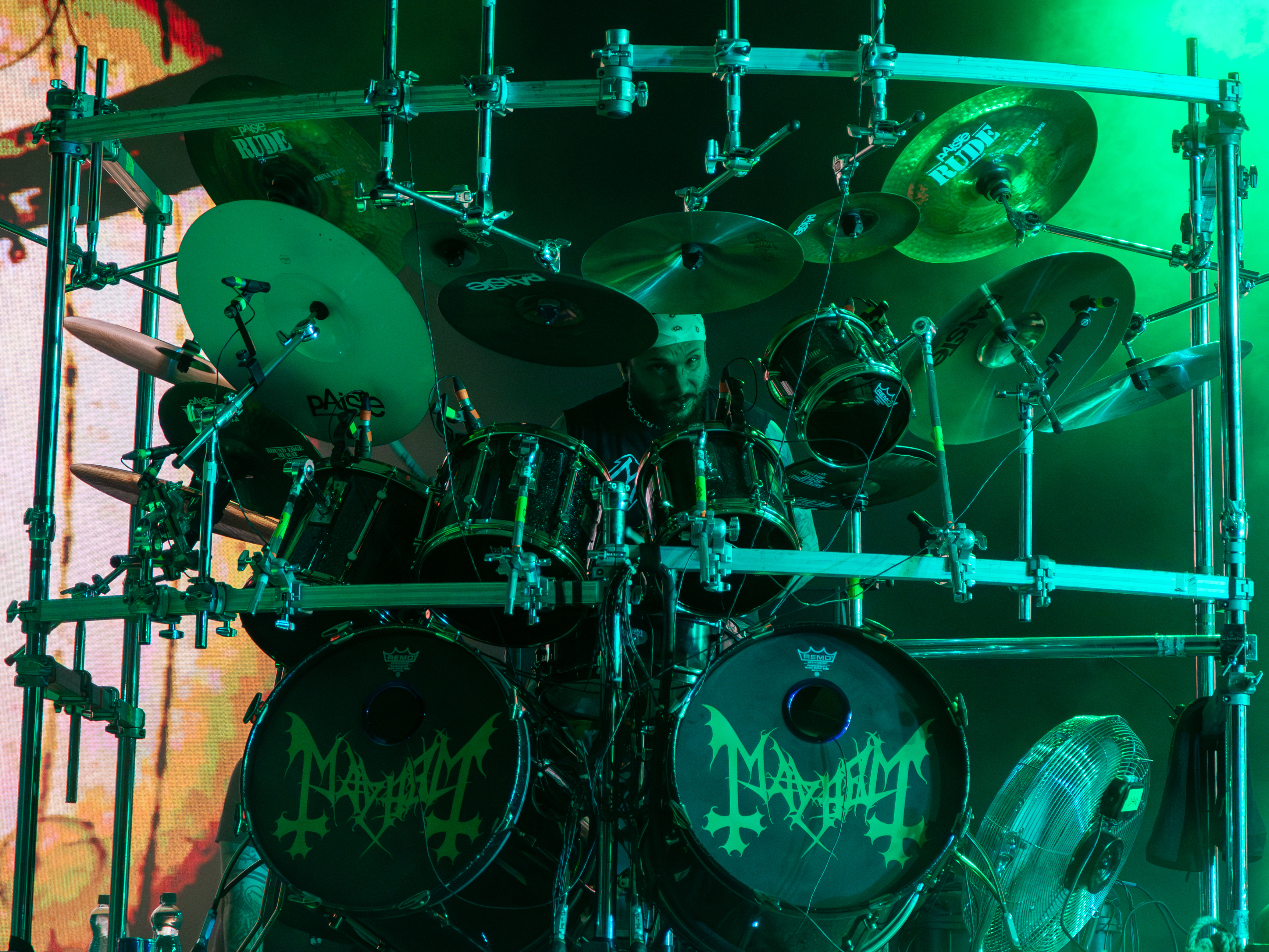
Ян Аксель «Хеллхаммер» Бломберг
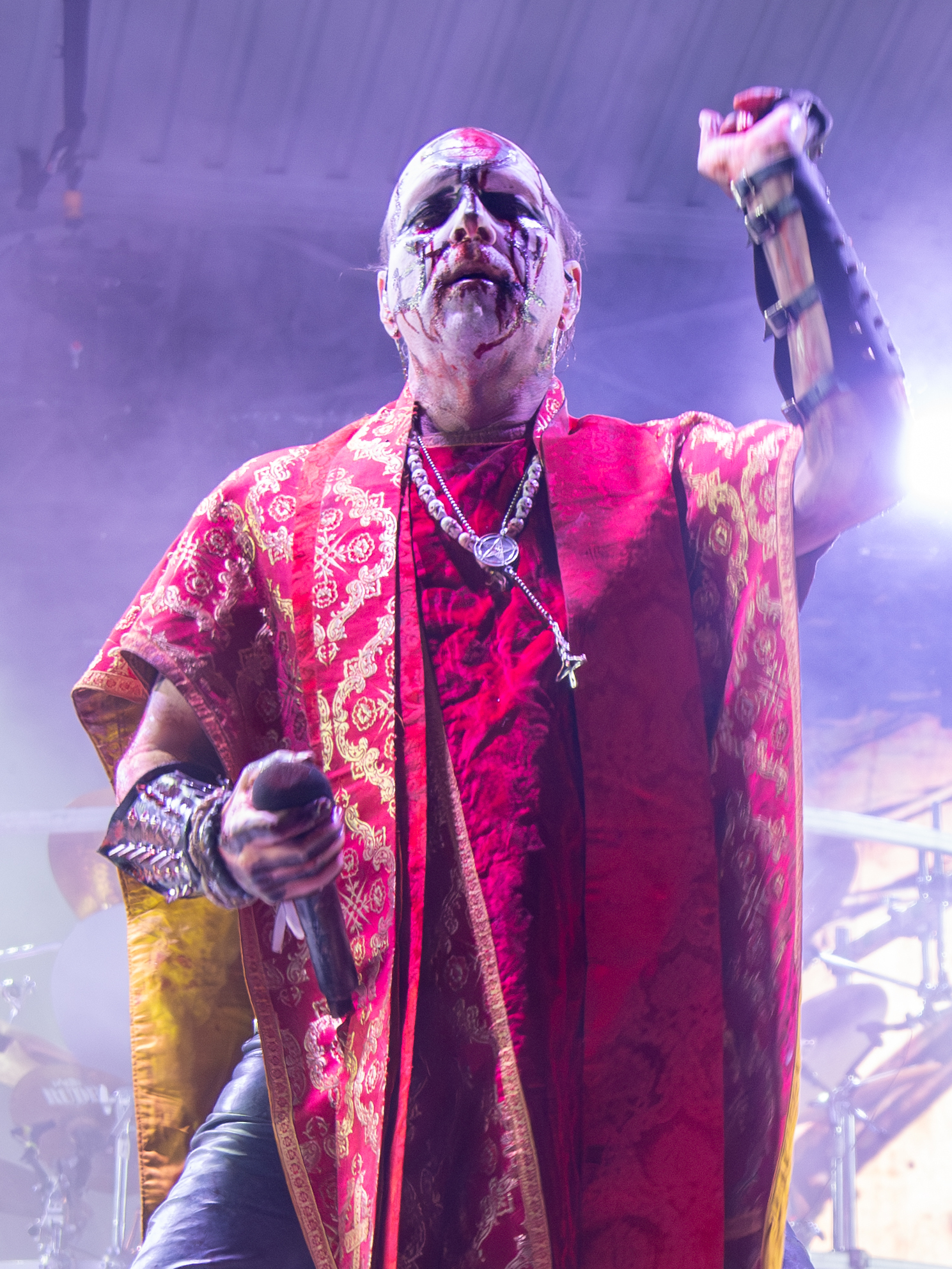
Аттіла «Войд» Чіхар
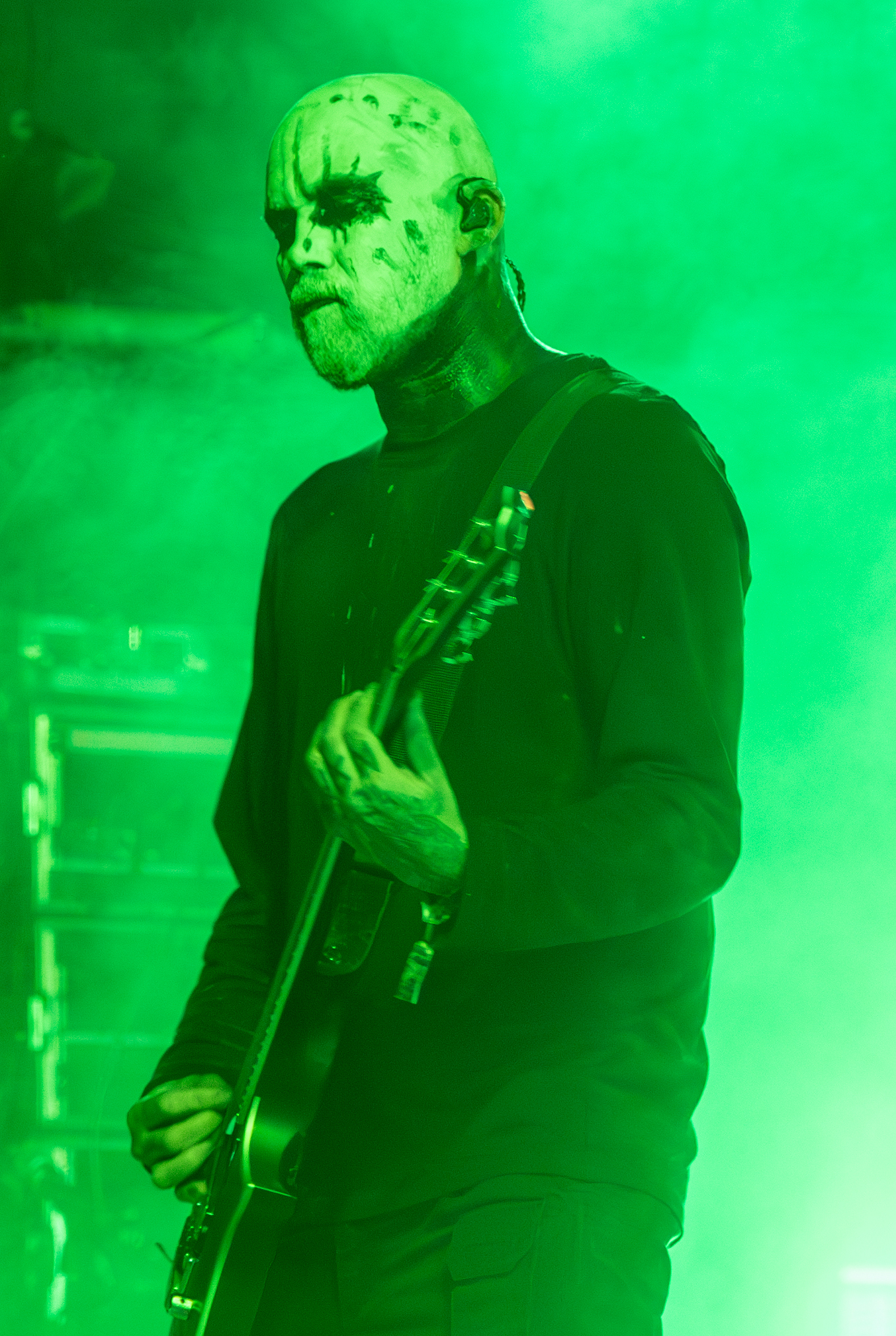
Мортен Бергетон «Телох» Іверсен
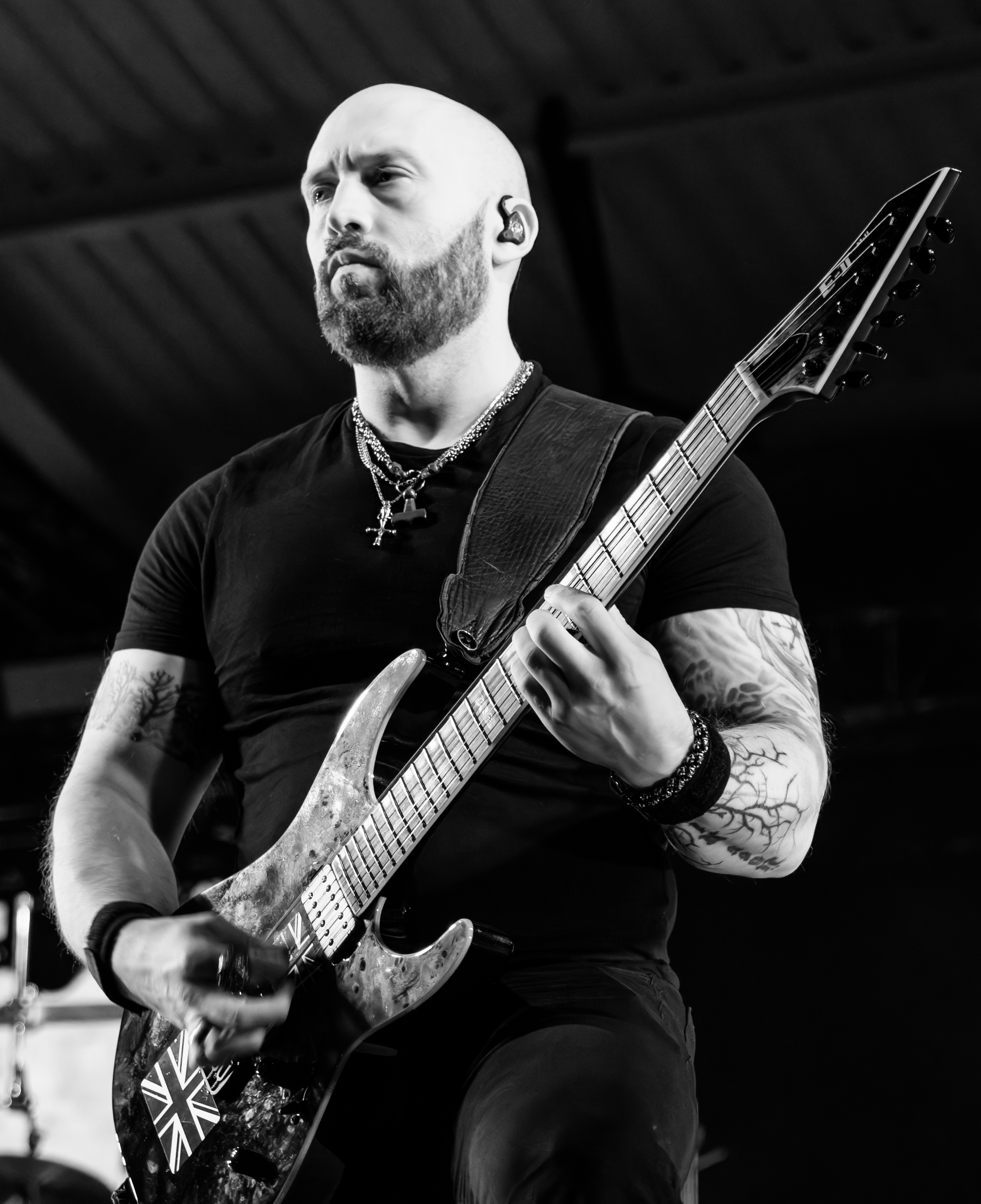
Чарльз «Гуль» Хеджер

| Поточні учасники Йорн «Некробутчер» Стубберуд — вокал (1984—1986), бас (1984—1991, 1995–дотепер) Ян Аксель «Хеллхаммер» Бломберг — барабани, (1988—1993, 1995–дотепер) Аттіла «Войд» Чіхар — вокал (1992—1993, 2004–дотепер) Мортен Бергетон «Телох» Іверсен — гітара (2011–дотепер) Чарльз «Гуль» Хеджер — гітара (2012–дотепер) | Колишні учасники Нільс Брекке Свенссон — вокал (1984) Столе Редален — вокал (1984) Пер Нільсен — гітара (1984) Ейстейн «Євронімус» Ошет — вокал (1984—1986), гітара (1984—1993†) К'єтіл Манхайм — ударні (1984—1987), піаніно (1986—1987) Ейрік «Месія» Нурхейм — вокал (1986) Свен Ерік «Маньяк» Крістіансен — вокал (1986—1988, 1995—2004) Кіттіль Кіттільсен — вокал (1987—1998) Торбен Грю — ударні (1987—1988) Пер Інгве «Дед» Олін — вокал (1988—1991†) Стіан «Окультус» Йогансен — бас, вокал (1991) Варг «Граф Ґрішнак» Вікернес — бас (1992—1993) Снорре «Блекторн» Рух — гітара (1992—1993) Руне «Бласфемер» Еріксен — гітара (1995—2008), бас (2007—2008) | Гастрольні учасники Александер Норгарен — гітара (1997—1998) Мортен «Sanrabb» Фурулі — гітара (2004) Том «Ihizahg» Йогансен — гітара (2004—2005) Крістер «Морфей» Дреєр — гітара (2008—2012) Silmaeth — гітара (2009—2011) |

### Схема
Примітка: Гастрольні учасники не брали участь у створенні музичного матеріалу.

## Дискографія

#### Студійні альбоми
- De Mysteriis Dom Sathanas (1994)
- Grand Declaration of War(інші мови) (2000)
- Chimera(інші мови)(2004)
- Ordo ad Chao(інші мови) (2007)
- Esoteric Warfare(інші мови) (2014)
- Daemon(інші мови) (2019)

#### Концертні альбоми
- Live - Only Death Is Real (1991)
- Live in Leipzig (1993)
- Dawn of the Black Hearts (1995)
- Mediolanum Capta Est(інші мови) (1999)
- Live in Marseille 2000(інші мови) (2001)
- Live in Zeitz(інші мови) (2016)
- De Mysteriis Dom Sathanas Alive (2016)
- Live in Guatemala City (2017)
- Live in Sarpsborg (2017)
- Live in Jessheim(інші мови) (2017)
- Daemonic Rites (2023)

#### Мініальбоми
- Deathcrush (1987)
- Wolf's Lair Abyss(інші мови) (1997)
- Life Eternal (2008)
- Atavistic Black Disorder / Kommando (2021)

#### Демо
- Pure Fucking Armageddon(інші мови) (1986)
- Death Rehearsal (1987)
- Studio Tracks (1990)

#### Збірки
- Out from the Dark (1996)
- U.S. Legions (2001)
- European Legions(інші мови) (2001)
- The Studio Experience (2002) (бокс-сет)
- Legions of War (2003)
- A Season in Blasphemy 2000—2007 (2015) (бокс-сет)
- The Analog Collection (2016) (бокс-сет)
- Cursed in Eternity (2018) (бокс-сет)
- A Season in Blasphemy 2018 (2018) (бокс-сет)
- Henhouse Recordings (2019)

#### Сингли
- Freezing Moon (1996)
- Ancient Skin / Necrolust (1997)
- Psywar (2014)
- Live in Montreal (2018)
- Black Glass Communion (2019)
- Voces ab Alta (2021)
- Bad Blood (2022)

#### Спліт
- Necrolust / Total Warfare (1999)
- Jihad / Freezing Moon (2002)
- Sathanas / Luciferi Tour EP (2016)

#### Відео
- Live in Bischofswerda (1998)
- European Legions: Live in Marseille 2000 (2001)